# Itaquitinga (ort)
Itaquitinga är en ort i Brasilien.   Den ligger i kommunen Itaquitinga och delstaten Pernambuco, i den östra delen av landet, 1 700 km nordost om huvudstaden Brasília. Itaquitinga ligger 72 meter över havet och antalet invånare är 11 128.
Terrängen runt Itaquitinga är platt.Närmaste större samhälle är Goiana, 16,1 km nordost om Itaquitinga.
Omgivningarna runt Itaquitinga är en mosaik av jordbruksmark och naturlig växtlighet. Runt Itaquitinga är det ganska tätbefolkat, med 172 invånare per kvadratkilometer.